# Al Rinker
Al Rinker, właśc. Alton Rinker (ur. 20 grudnia 1907 w Tekoa, zm. 11 czerwca 1982 w Burbank) – amerykański piosenkarz i kompozytor jazzowy.
Rinker rozpoczął karierę jako nastolatek, występując z Bingiem Crosbym na początku lat 20. XX wieku w Spokane w stanie Waszyngton. W 1925 roku przenieśli się do Los Angeles, tworząc zespół The Rhythm Boys, do którego później dołączył również Harry Barris. Śpiewające trio nawiązało współpracę z Paulem Whitemanem i jego orkiestrą, z którymi wystąpiło w filmie Król jazzu w 1930 roku. Grupa rozpadła się, gdy Bing Crosby postanowił rozpocząć karierę jako solowy wokalista.
Napisał piosenkę Everybody Wants to Be a Cat dla animowanego filmu dla dzieci Disneya Aryskotraci w 1970 roku.
Zmarł 11 czerwca 1982 roku w Burbank w Kalifornii.